# Tsjoektsjenzee

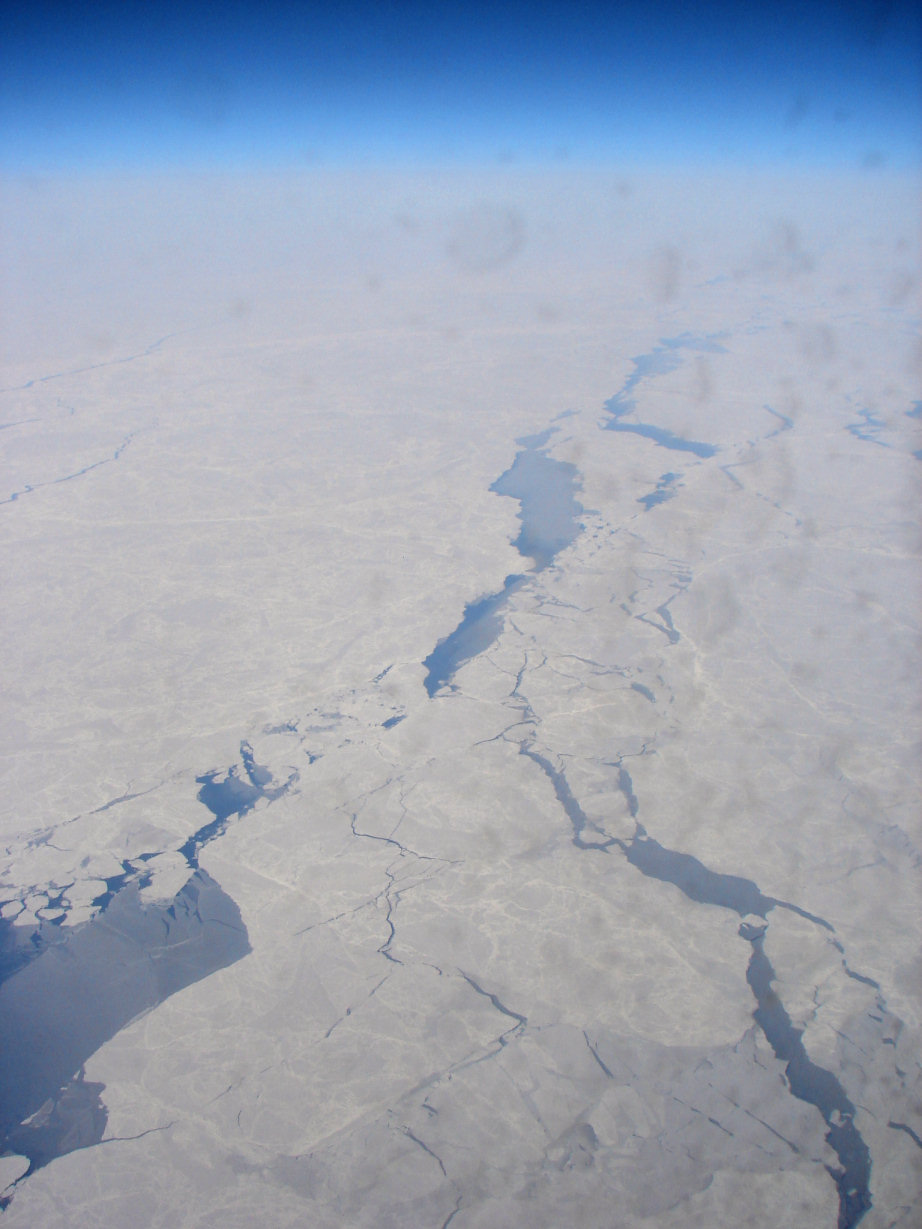
Tsjoektsjenzee in de lente met zee-ijs.

De Tsjoektsjenzee (Russisch: Чукотское море; Tsjoekotskoje more; "Tsjoekotkazee") is een zee in de Noordelijke IJszee.
De zee ligt tussen Tsjoekotka en Alaska en ten zuidoosten van de Oost-Siberische Zee. Via de Beringstraat staat de zee in verbinding met de Beringzee en de Grote Oceaan. Hij grenst in het westen aan Wrangel-eiland en de Straat Long en in het oosten aan de Beaufortzee.
Het heeft een oppervlakte van iets minder dan 600.000 km². Het is weinig diep, de gemiddelde diepte is 71 meter en 56% is zelfs minder dan 50 meter diep. Het diepste punt ligt 1256 meter onder de zeespiegel. Het verschil tussen eb en vloed is verwaarloosbaar klein, het gemiddelde getijdeverschil is ongeveer 15 centimeter.
Vanwege de ligging ver boven de poolcirkel is de zee veelal met ijs bedekt. Slechts vier maanden per jaar is het bevaarbaar. De belangrijkste havenplaats is het Russische Oeëlen.
Bekende eilanden in de Tsjoektsjenzee zijn:
- Wrangel
- Herald
- Koljoetsjin

De voedselrijke zee trekt grote groepen walrussen, zeehonden en walvissen aan.
Oliebedrijf Royal Dutch Shell is hier in september 2012 met proefboringen naar aardolie gestart. In 2015 stopt Shell deze boringen als gevolg van aangepaste regelgeving, hoge kosten en teleurstellende resultaten.